# Melocotón en almíbar
Melocotón en almíbar és una pel·lícula espanyola de 1960, del gènere comèdia policíaca, dirigida per Antonio del Amo Algara basant-se en un guió de Miguel Mihura.

## Sinopsi
Madrid, dècada del 1960. Una banda de malfactors que fuig d'un atracament amb un dels membres ferits s'aixopluga a un pis i demana una infermera al metge que han trucat. L'infermera que hi va resulta ser una monja amb esperit de detectiu.

## Repartiment
- Barta Barri
- Antonio Gandía
- José Guardiola
- Manuel Insúa
- Carlos Larrañaga
- Marga López
- María Mahor
- Matilde Muñoz Sampedro

## Premis
Medalles del Cercle d'Escriptors Cinematogràfics
| Any  | Categoria               | Premiat     |
| ---- | ----------------------- | ----------- |
| 1960 | Millor actriu principal | María Mahor |